# Zespół podkradania tętnicy podobojczykowej

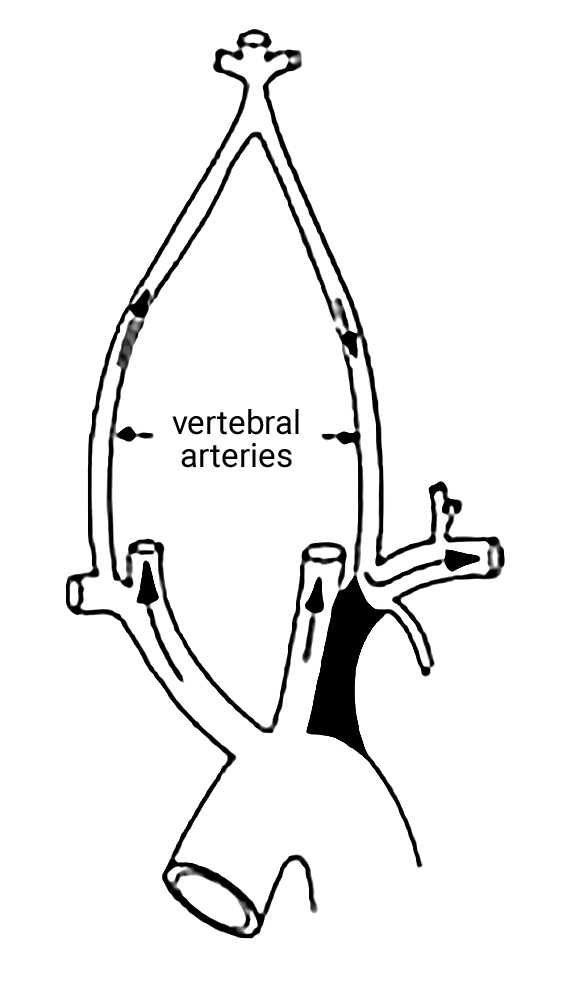
Schemat krążenia obocznego. Proksymalna część tętnicy podobojczykowej jest niedrożna. Krew przedostaje się poprzez niefizjologiczny przepływ odgłowowy poprzez tętnice kręgowe, uszczuplając przepływ przez krążenie mózgowe

Zespół podkradania tętnicy podobojczykowej (ang. subclavian steal syndrome) – zespół objawów klinicznych spowodowany niedrożnością proksymalnego odcinka tętnicy podobojczykowej i wytworzeniem krążenia obocznego z udziałem tętnicy kręgowej i tętnicy podstawnej. W wyniku „podkradania” krwi z tętnicy podstawnej dochodzi do rozwoju niewydolności kręgowo-podstawnej i niedokrwienia mózgu.

## Stosunki anatomiczne

Schemat bliższego odcinka aorty i jej gałęzi

Schemat przedstawiający naczynia doprowadzające krew do mózgu. Koło tętnicze mózgu w górnej części schematu. W dolnej tętnice kręgowe i podstawna

Mózg jest zaopatrywany przez cztery duże tętnice: dwie tętnice szyjne wewnętrzne i dwie tętnice kręgowe, które na stoku kości potylicznej łączą się w tętnicę podstawną.
Tętnice szyjne wewnętrzne pochodzą z podziału tętnicy szyjnej wspólnej, a ta po lewej stronie odchodzi bezpośrednio z łuku aorty, a po prawej z podziału pnia ramienno-głowowego na tętnicę podobojczykową i tętnicę szyjną wspólną. Tętnica kręgowa jest odgałęzieniem tętnicy podobojczykowej, która również powstaje z pnia ramienno-głowowego. Zarówno tętnice szyjne wewnętrzne, jak i podstawna poprzez mniejsze naczynia łączą się w koło tętnicze mózgu, które ma za zadanie przeciwdziałać niedokrwieniu mózgu w przypadku niedrożności jednej z tętnic doprowadzających.
W przypadku niedrożności tętnicy podobojczykowej przed odejściem tętnicy kręgowej w wyniku spadku ciśnienia w naczyniu dochodzi do „wstecznego” odgłowowego przepływu krwi. Krew do kończyny górnej dochodzi krążeniem obocznym. Tylko przez tętnice szyjne krew dochodzi do koła tętniczego, które zasila mózg. W wyniku różnicy ciśnień z tętnicy kręgowej po stronie bez zwężenia w miejscu połączenia w tętnicę podstawną dochodzi do odpływu krwi do tętnicy kręgowej po stronie zwężenia, co uszczupla przepływ do mózgu. Dochodzi do rozwoju niewydolności kręgowo-podstawnej.

## Etiologia
Pierwotną przyczyną jest zwężenie tętnicy podobojczykowej najczęściej w wyniku miażdżycy. Zwężenie jest zwykle jednostronne i najczęściej po lewej stronie. Prawdopodobnie wynika to z ostrego kąta odejścia lewej tętnicy podobojczykowej, co zwiększa turbulentny przepływ krwi i nasila rozwój miażdżycy. Mężczyźni chorują dwukrotnie częściej od kobiet, choroba zwykle dotyczy pacjentów po 50 roku życia. Rzadszą przyczyną jest choroba Takayasu, który wiąże się z młodszym wiekiem zachorowania (około 30 roku życia), płcią żeńską, w Azji może stanowić nawet do 36% zachorowań. Inne przyczyny zespołu to rozwarstwienie aorty, zakrzep, zator, uraz, zespół żebra szyjnego i anomalie naczyniowe.

## Czynniki ryzyka
Najczęstszą przyczyną choroby jest miażdżyca, dlatego czynnikami ryzyka tej choroby są wszystkie czynniki ryzyka sercowo-naczyniowego.

## Objawy kliniczne
Objawy wynikają z niedokrwienia kończyny górnej oraz niewydolności kręgowo-podstawnej.
Objawy niedokrwienia kończyny górnej:
- ziębnięcie, mrowienie, drętwienie palców,
- chromanie przestankowe – ból nasilający się podczas pracy kończyny,
- słabo wyczuwalne lub niewyczuwalne tętno,
- ciśnienie krwi w niedokrwionej kończynie niższe o ponad 20 mmHg.

Objawy niewydolności kręgowo-podstawnej:
- omdlenia,
- zawroty głowy, zaburzenia równowagi,
- ból głowy, szumy uszne,
- ataksja (niezborność ruchów),
- oczopląs,
- niewyraźna mowa,
- podwójne widzenie, mroczki przed oczami,
- nudności, wymioty,
- zaburzenia pamięci.

W przypadku współistniejącym zwężeniu tętnicy szyjnej mogą również występować inne objawy neurologiczne, charakterystyczne dla tego zespołu. Nie występuje zwiększone ryzyko udaru.

## Zespół podkradania wieńcowo-podobojczykowego
Zespół podkradania tętnicy podobojczykowej jest rzadką przyczyną nawracającego niedokrwienia mięśnia sercowego po pomostowaniu aortalno-wieńcowym (CABG) za pomocą tętnicy piersiowej wewnętrznej. Taki zespół objawów jest nazywany zespołem podkradania wieńcowo-podobojczykowego (ang. coronary-subclavian steal syndrome). Leczenie zespołu jest chirurgiczne lub za pomocą angioplastyki przeskórnej.

## Rozpoznanie
Objawy kliniczne, szczególnie brak tętna i różnica ciśnień powyżej 20 mmHg, pozwalają ustalić rozpoznanie. USG dopplerowskie ukazują odwrócony przepływ w tętnicy kręgowej, jest to jednak badanie o charakterze przesiewowym. Badaniami potwierdzającymi rozpoznanie są arteriografia, angio-TK i angio-MR. Badania pomagają ustalić lokalizację zwężenia lub niedrożności oraz ocenę przepływu wstecznego.

## Leczenie
Wskazanie do leczenia obejmują objawy niewydolności kręgowo-podstawnej pogarszające jakość życia lub objawy znacznego niedokrwienia kończyny górnej: ból spoczynkowy, martwica.
Najczęstszymi wykonywanymi operacjami są transpozycja tętnicy podobojczykowej, zwykle do tętnicy szyjnej wspólnej, pomost szyjno-obojczykowy, pomost obojczykowo-obojczykowy oraz zabiegi przeskórnej angioplastyki z wszczepieniem stentu. Istnieją doniesienia o skuteczności aterektomii.
Leczenie zachowawcze polega na zwalczaniu czynników ryzyka chorób sercowo-naczyniowych, podawaniu kwasu acetylosalicylowego lub leków przeciwzakrzepowych.